# دوئی مای سالونگ
دوئی مای سالونگ (به لاتین: Doi Mae Salong) یک کوه در تایلند است که در تایلند واقع شده‌است. دوئی مای سالونگ ۱٬۳۶۷ متر بالاتر از سطح دریا واقع شده‌است.